# Brief Encounters
Brief Encounters – album francuskiej piosenkarki Amandy Lear, wydany w 2009 roku.

## Ogólne informacje
Był to pierwszy od 2001 roku album piosenkarki zawierający premierowy materiał, choć znalazły się tutaj liczne covery. Brief Encounters było dwupłytowym wydawnictwem: na dysk pierwszy trafiły utwory popowo-jazzowe, natomiast na drugim zamieszczono dance'owe kompozycje i remiksy. Wśród coverów zamieszczonych na albumie znalazły się utwory z repertuaru m.in. Amy Winehouse, Davida Bowie i Lou Reed. Płyta wydana została początkowo jedynie we Włoszech. Ostatecznie ukazała się w trzech wersjach: podstawowej, akustycznej (Acoustique) oraz zremiksowanej (Reloaded).
Pierwszym singlem została piosenka "Someone Else's Eyes", nagrana w duecie z włoskim muzykiem o pseudonimie Deadstar. Uruchomiona została też specjalna strona internetowa poświęcona albumowi.

## Lista utworów
| CD 1: For the Heart 1. "Someone Else's Eyes" - 4:15 2. "Back to Black" - 4:08 3. "Cupidon" - 3:15 4. "I Belong to You" - 3:55 5. "I Don't Wanna Lose You" - 3:29 6. "Fallin' in Love Again" - 2:48 7. "Je m'appelle Amanda" - 2:47 8. "Let's Love" - 2:48 9. "Perfect Day" - 3:30 10. "Comment te dire adieu?" - 2:21 11. "Sorrow" - 2:37 12. "Suicide Is Painless" - 2:37 13. "Secret Lover" - 1:56 | CD 2: For the Feet 1. "Doin' Fine" - 3:44 2. "Someone Else's Eyes" (All Eyes on the Dance Floor Radio Edit) - 3:32 3. "This Is Not America" (Obsessive Mix) - 3:48 4. "Let the Music Play" (Long Version Remix) - 5:24 5. "Always on My Mind" (Radio Edit) - 3:37 6. "For What I Am" (Radio Version) - 2:50 7. "For What I Am" (R'n'B Version) - 2:57 8. "This Is Not America" (Long Version Remix) - 6:01 9. "Always on My Mind" (T1's Club Anthem Mix) - 6:31 10. "Doin' Fine" (Extended Version) - 7:43 11. "This Is Not America" (808 Ketamix) - 4:48 |

## Single z płyty
- 2009: "Someone Else's Eyes"
- 2012: "Back to Black"